# Камышнянский поселковый совет (Миргородский район)
Камышнянский поселковый совет (укр. Комишнянська селищна рада) — входит в состав
Миргородского района
Полтавской области
Украины.
Административный центр поселкового совета находится в 
пгт Камышня.

## Населённые пункты совета
- пгт Камышня
- с. Булуки
- с. Лесовое
- с. Ступки
- с. Шульги

## Ликвидированные населённые пункты совета
- с. Ежаки
- с. Заводище
- с. Зирка
- с. Марковское
- с. Савицкое